# رضا بابوش
رضا بابوش (انگلیسی: Réda Babouche؛ زادهٔ ۳ ژوئیهٔ ۱۹۷۹) بازیکن فوتبال اهل الجزایر است.
از باشگاه‌هایی که در آن بازی کرده‌است می‌توان به باشگاه فوتبال مولودیه الجزایر و باشگاه فوتبال مولودیه قسنطینه اشاره کرد.
وی همچنین در تیم‌های ملی فوتبال الجزایر بازی کرده‌است.